# Première bataille de Zrínyiújvár
Guerre austro-turque (1663-1664)
Batailles
- Köbölkút
- 1re Zrínyiújvár
- Érsekújvár (en)
- Vízvár (hu)
- 2e Zrínyiújvár
- Campagne d'hiver (hu)
- Kanizsa (hu)
- Siège de Zrínyiújvár (hu)
- Nyitra (hu)
- Zsarnócai (hu)
- Váradi (hu)
- Leva
- Szentbenedeki (hu)
- Körmendi (hu)
- Saint-Gothard

La première bataille de Zrínyiújvár (croate : Novi Zrin) est une bataille de la guerre austro-turque ayant eu lieu le 13 août 1663 à proximité de Zrínyiújvár (en) en Croatie. Elle oppose les forces du royaume de Hongrie et du royaume de Croatie commandées par le ban Miklós Zrínyi à celles de l'Empire ottoman. Elle se conclut par la victoire des troupes hongro-croates.

## Sources
- (en) Cet article est partiellement ou en totalité issu de l’article de Wikipédia en anglais intitulé « First Battle of Zrínyiújvár » (voir la liste des auteurs).

- Ferenc Tóth, Saint Gotthard 1664, une bataille Européenne, Éditions Lavauzelle, 2007.  (ISBN 978-2-7025-1064-3)
- Sándor Szilágyi, A Magyar Nemzet Története IV. fejezet